# فهرست کشورها بر پایه تولید اورانیم
فهرست کشورها بر پایه تولید اورانیم در سال (۲۰۰۹)

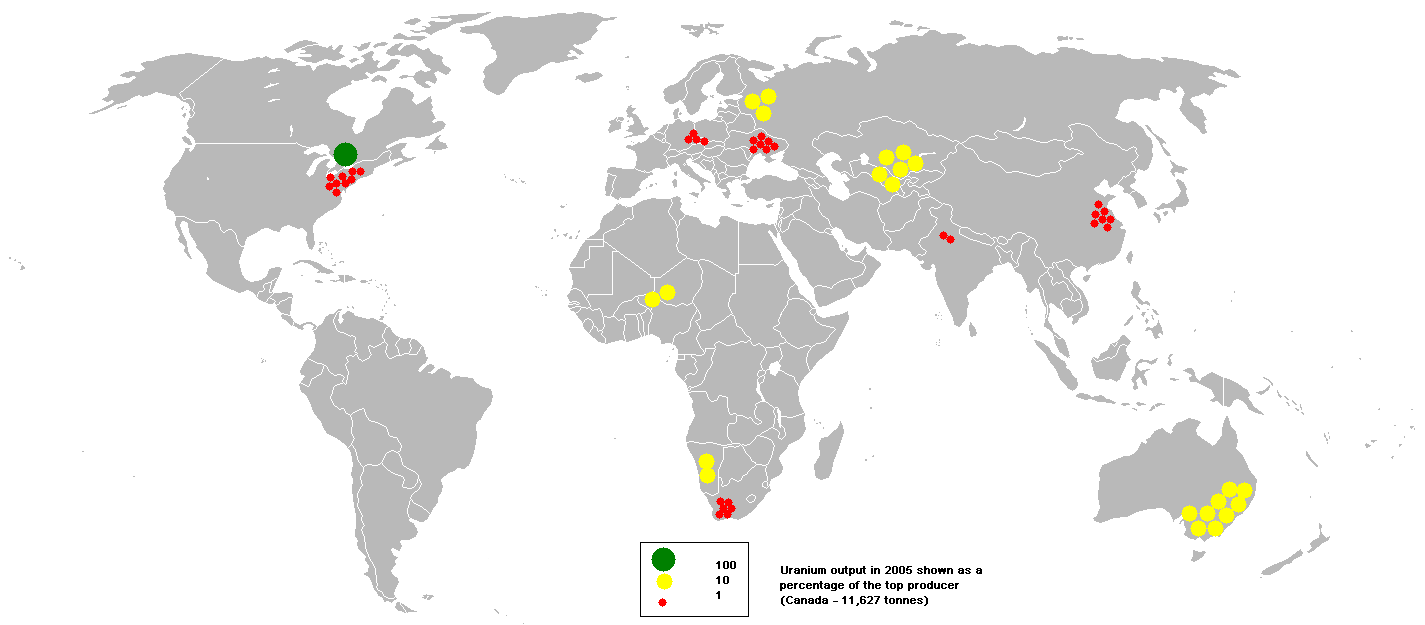
تولید اورانیم در سال ۲۰۰۵

| رتبه | کشور          | تولید اورانیم (تن) | تولید اورانیم (هزار پند) | درصد تولید جهانی |
| ---- | ------------- | ------------------ | ------------------------ | ---------------- |
|      | جهان          | ۵۰٬۵۷۲             | ۱۳۱٬۴۸۲                  |                  |
| ۱    | قزاقستان      | ۱۳٬۸۲۰             | ۳۵٬۹۲۹                   | ۲۷٫۶             |
| ۲    | کانادا        | ۱۰٬۱۷۳             | ۲۶٬۴۴۸                   | ۲۰٫۰             |
| ۳    | استرالیا      | ۷٬۹۸۲              | ۲۰٬۷۵۲                   | ۱۵٫۷             |
| ۴    | نامیبیا       | ۴٬۶۲۶              | ۱۲٬۰۲۷                   | ۹٫۱              |
| ۵    | روسیه         | ۳٬۵۶۴              | ۹٬۲۲۶                    | ۷٫۰              |
| ۶    | نیجر          | ۳٬۲۴۳              | ۸٬۴۳۱                    | ۶٫۴              |
| ۷    | ازبکستان      | ۲٬۴۲۹              | ۶٬۳۱۵                    | ۴٫۸              |
| ۸    | ایالات متحده  | ۱٬۴۵۳              | ۳٬۷۷۸                    | ۲٫۹              |
| ۹    | اوکراین       | ۸۴۰                | ۲٬۱۸۴                    | ۱٫۷              |
| ۱۰   | چین           | ۷۵۰                | ۱٬۹۵۰                    | ۱٫۵              |
| ۱۱   | آفریقای جنوبی | ۵۶۳                | ۱٬۴۶۴                    | ۱٫۱              |
| ۱۲   | برزیل         | ۳۴۵                | ۸۹۷                      | ۰٫۷              |
| ۱۳   | هندوستان      | ۲۹۰                | ۷۵۴                      | ۰٫۶              |
| ۱۴   | جمهوری چک     | ۲۵۸                | ۶۷۱                      | ۰٫۵              |
| ۱۵   | مالاوی        | ۱۰۴                | ۲۷۰                      | ۰٫۲              |
| ۱۶   | رومانی        | ۷۵                 | ۱۹۵                      | ۰٫۱              |
| ۱۷   | پاکستان       | ۵۰                 | ۱۳۰                      | ۰٫۱              |
| ۱۸   | فرانسه        | ۸                  | ۲۱                       | ۰٫۰              |